# Arquidiócesis de Edmonton
La arquidiócesis de Edmonton (en latín: Archidioecesis Edmontonen(sis) y en inglés: Roman Catholic Archdiocese of Edmonton) es una circunscripción eclesiástica latina de la Iglesia católica en Canadá, sede metropolitana de la provincia eclesiástica de Edmonton. La arquidiócesis tiene al arzobispo Richard William Smith como su ordinario desde el 22 de marzo de 2007. 

## Territorio y organización
La arquidiócesis tiene 81 151 km² y extiende su jurisdicción sobre los fieles católicos de rito latino residentes en la provincia de Alberta en el territorio que tiene a Lloydminster al este, Mearns al norte, Jasper al oeste y Didsbury al sur.
La sede de la arquidiócesis se encuentra en la ciudad de Edmonton, en donde se halla la Catedral basílica de San José.
En 2019 en la arquidiócesis existían 123 parroquias.
La arquidiócesis tiene como sufragáneas a las diócesis de: Calgary y Saint-Paul en Alberta.

## Historia
La arquidiócesis actual tiene sus orígenes a principios del siglo XIX, cuando lo que hoy es el oeste de Canadá era un vasto territorio controlado por la Compañía de la Bahía de Hudson. Muchos de los empleados de la empresa eran católicos francocanadienses; algunos indígenas y especialmente los mestizos (metis) se habían convertido al catolicismo. En 1838 dos sacerdotes que se dirigían a la costa oeste se detuvieron en Edmonton y celebraron allí la primera misa, aprovechando la oportunidad para administrar bautismos y consagrar matrimonios cristianos.
A principios de los años cuarenta del siglo XIX el obispo de Saint-Boniface, Joseph Norbert Provencher, comenzó a interesarse por esa parte de su inmensa diócesis. En 1843 fundó la primera misión católica de Alberta en Lac Sainte Anne, en donde varios misioneros, incluidos los Misioneros Oblatos de María Inmaculada, se establecieron. Uno de ellos, el padre Albert Lacombe, fundó una misión cerca de Edmonton que tomó el nombre de Saint Albert. En 1868 los superiores mayores de los misioneros oblatos decidieron fundar el vicariato de las Misiones de Canadá Occidental y Vital-Justin Grandin se convirtió en el superior religioso del inmenso territorio de misión que desde Saint-Boniface llegó a las costas del océano Pacífico y el océano Ártico.
Tres años más tarde, el 22 de septiembre de 1871, el papa Pío IX erigió la diócesis de Saint Albert mediante el breve Ecclesiae universae, con territorio tomado de la diócesis de Saint-Boniface. El primer obispo fue el oblato Vital-Justin Grandin, a cuya congregación religiosa se confió la nueva diócesis.
La construcción de la vía férrea (1881-1884) que conectaba las regiones atlánticas con las occidentales de Canadá contribuyó a la llegada de muchos inmigrantes, incluidos católicos que aumentaron el número de fieles de la diócesis, que hasta entonces se limitaba mayoritariamente al elemento indígena . A la muerte de Vital-Justin Grandin en 1902, la diócesis de Saint Albert tenía cerca de 18 000 fieles, 30 parroquias, con una cuarentena de sacerdotes religiosos de los Oblatos de María Inmaculada y una decena de sacerdotes seculares.
En 1889 la administración de los territorios de Saskatchewan fue cedida a los obispos de Saint-Boniface, mientras que el territorio siguió siendo parte de la diócesis de Saint Albert. El vicariato apostólico de Saskatchewan (hoy diócesis de Prince Albert) fue erigido en esos territorios el 20 de enero de 1891.
El 30 de noviembre de 1912 cedió una parte de su territorio para la erección de la diócesis de Calgary; al mismo tiempo, la sede episcopal fue trasladada de Saint Albert a Edmonton y elevada al rango de arquidiócesis metropolitana con el nombre actual.
Durante el episcopado de Henry Joseph O'Leary se fundó el periódico de la diócesis en 1921 y el seminario se estableció en 1927, en las instalaciones que una vez sirvieron como instituto teológico de los Oblatos de María Inmaculada. En 1957 el arzobispo John Hugh MacDonald inauguró los locales del nuevo seminario. Finalmente, el tercer seminario fue inaugurado en 1997.
El 17 de julio de 1948 la arquidiócesis cedió la parte norte de su territorio para la erección de la diócesis de Saint Paul en Alberta mediante la bula Quo satis christianae del papa Pío XII.

## Estadísticas
De acuerdo al Anuario Pontificio 2020 la arquidiócesis tenía a fines de 2019 un total de 428 228 fieles bautizados.
| Año                                                                             | Población            | Población | Población      | Sacerdotes | Sacerdotes    | Sacerdotes    | Bautizados por sacerdote | Diáconos permanentes | Religiosos | Religiosos | Parroquias |
| Año                                                                             | Bautizados católicos | Total     | % de católicos | Total      | Clero secular | Clero regular | Bautizados por sacerdote | Diáconos permanentes | Varones    | Mujeres    | Parroquias |
| ------------------------------------------------------------------------------- | -------------------- | --------- | -------------- | ---------- | ------------- | ------------- | ------------------------ | -------------------- | ---------- | ---------- | ---------- |
| 1950                                                                            | 62 150               | 310 000   | 20.0           | 172        | 112           | 60            | 361                      |                      | 66         | 440        | 172        |
| 1966                                                                            | 132 845              | 825 291   | 16.1           | 244        | 136           | 108           | 544                      |                      | 95         | 632        | 90         |
| 1970                                                                            | 136 000              | 776 045   | 17.5           | 222        | 116           | 106           | 612                      |                      | 145        | 738        | 88         |
| 1976                                                                            | 152 000              | 847 000   | 17.9           | 219        | 112           | 107           | 694                      |                      | 167        | 643        | 183        |
| 1980                                                                            | 161 000              | 900 000   | 17.9           | 220        | 105           | 115           | 731                      |                      | 168        | 616        | 176        |
| 1990                                                                            | 255 000              | 1 053 000 | 24.2           | 211        | 93            | 118           | 1208                     |                      | 166        | 545        | 175        |
| 1999                                                                            | 294 935              | 1 204 619 | 24.5           | 199        | 84            | 115           | 1482                     |                      | 162        | 439        | 159        |
| 2000                                                                            | 294 935              | 1 204 619 | 24.5           | 201        | 82            | 119           | 1467                     |                      | 167        | 425        | 156        |
| 2001                                                                            | 294 935              | 1 204 619 | 24.5           | 194        | 78            | 116           | 1520                     | 1                    | 159        | 415        | 152        |
| 2002                                                                            | 294 935              | 1 204 619 | 24.5           | 189        | 79            | 110           | 1560                     | 1                    | 143        | 404        | 144        |
| 2003                                                                            | 294 935              | 1 204 619 | 24.5           | 185        | 84            | 101           | 1594                     |                      | 131        | 394        | 141        |
| 2004                                                                            | 341 545              | 1 365 428 | 25.0           | 169        | 79            | 90            | 2020                     | 1                    | 111        | 376        | 140        |
| 2006                                                                            | 353 545              | 1 439 572 | 24.6           | 175        | 91            | 84            | 2020                     | 1                    | 105        | 344        | 135        |
| 2013                                                                            | 388 545              | 1 653 279 | 23.5           | 174        | 82            | 92            | 2233                     | 24                   | 114        | 222        | 125        |
| 2016                                                                            | 660 170              | 1 754 473 | 37.6           | 156        | 76            | 80            | 4231                     | 28                   | 94         | 192        | 124        |
| 2019                                                                            | 428 228              | 1 861 860 | 23.0           | 141        | 70            | 71            | 3037                     | 36                   | 80         | 176        | 123        |
| Fuente: Catholic-Hierarchy, que a su vez toma los datos del Anuario Pontificio. |                      |           |                |            |               |               |                          |                      |            |            |            |

## Episcopologio
- Vital-Justin Grandin, O.M.I. † (22 de septiembre de 1871-3 de junio de 1902 falleció)
- Emile Joseph Legal, O.M.I. † (3 de junio de 1902 por sucesión-10 de marzo de 1920 falleció)
- Henry Joseph O'Leary † (7 de septiembre de 1920-5 de marzo de 1938 falleció)
- John Hugh MacDonald † (5 de marzo de 1938 por sucesión-11 de agosto de 1964 renunció[4])
- Anthony Jordan, O.M.I. † (11 de agosto de 1964 por sucesión-2 de julio de 1973 renunció)
- Joseph Neil MacNeil † (2 de julio de 1973-7 de junio de 1999 renunció)
- Thomas Christopher Collins (7 de junio de 1999 por sucesión-16 de diciembre de 2006 nombrado arzobispo de Toronto)
- Richard William Smith, desde el 22 de marzo de 2007